# 반의어
반의어(反義語, 영어: opposite) 또는 반대말은 뜻이 반대인 단어다. 이를테면 "긴" 물건은 "짧지 않은" 것을 의미한다. 서로 반대가 되는 집합의 두 구성 개체가 존재하므로 양방 관계를 가리킨다.
안토님(antonym)이라는 용어가 반의어(opposite)과 동일시되는 것이 일반적이지만 안토님은 다른 제한된 의미를 지니고 있기도 하다. 차등 가능 안토님은 의미가 반대인 단어 쌍이며 지속적인 스펙트럼 위에 위치한다.(뜨거운, 차가운) 상호 보완적인 안토님은 의미가 반대인 단어쌍이지만 의미가 연속적인 스펙트럼 위에 위치하지는 않는다.(누르기, 밀기) 관계형 안토님은 두 의미 간 관계의 문맥에서만 반의적 이치에 맞는 단어 쌍이다.(교사, 제자) 이렇게 제한 정도가 더 많은 의미들은 모든 학술 문맥에 해당되지 않으며, 라이언스(Lyons, 1968, 1977)는 안토님을 차등 가능 안토님으로 정의하며 크리스털(Crystal, 2003)은 반의성(antonymy)과 안토님(antonym)을 조심스럽게 취급하는 것이 좋다고 경고한다.

## 같이 보기
- 동의어
- 유의어

## 참고 문헌
- Crystal, David. (2003). A dictionary of linguistics and phonetics (5th ed.). Malden, MA: Blackwell Publishing.
- Lyons, John. (1968). Introduction to theoretical linguistics. Cambridge: Cambridge University Press.
- Lyons, John. (1977). Semantics (Vol. 1). Cambridge: Cambridge University Press.